# Limnoria torquisa
Limnoria torquisa is een pissebed uit de familie Limnoriidae. De wetenschappelijke naam van de soort is voor het eerst geldig gepubliceerd in 1991 door Cookson.